# Homann Holzwerkstoffe
Die Homann Holzwerkstoffe GmbH mit Sitz in München ist die Muttergesellschaft der Homanit-Gruppe, eines deutschen Herstellers von Holzfaserplatten.

## Historie
Keimzelle des Unternehmens ist die Fritz Homann AG mit Sitz in Dissen, die 1876 als Lebensmittelhersteller gegründet wurde. 1929 wurde ein Sägewerk in Herzberg erworben und 1948 die Produktion von Holzfaserplatten im Nassverfahren (Hartfaserplatten) aufgenommen. Im Jahr 1949 stieg Homann zudem in die Produktion von Spanplatten ein. Aus den Herzberger Plattenwerken entstand 1984 die Homanit GmbH & Co. KG. S 2022 beteiligte sich Homann an der Global MDF B.V.
Aus der früheren Lebensmittelsparte entstand die heutige Homann Feinkost GmbH.

## Produkte
Die Homanit-Gruppe ist spezialisiert auf den Produktion von MDF- und HDF-Platten, die in der Möbel-, Türen-, Beschichtungs- und Automobilindustrie verwendet werden.

## Standorte
Juristischer Sitz der Homann Holzwerkstoffe GmbH als Konzernmutter ist München. Vertrieb und Entwicklung erfolgen am Standort Herzberg am Harz. Produktionsstätten befinden sich im saarländischen Losheim am See (Homanit GmbH & Co. KG)  sowie in Karlino (Homanit Polska Sp. z o.o.) und Krosno Odrzańskie (Homanit Krosno Odranskie Sp. z o.o.) in Polen. Des Weiteren besteht mit der Homanit France SARL in Schiltigheim eine Vertriebsgesellschaft in Frankreich.
2020 gab Homann bekannt, ein weiteres Plattenwerk nahe Vilnius in Litauen errichten zu wollen. Das litauische Tochterunternehmen Homanit Lietuva UAB beschäftigt 137 Mitarbeiter (Stand 2025).